# 中塚一碧楼
中塚一碧楼（なかつか いっぺきろう、1887年（明治20年）9月24日 - 1946年（昭和21年）12月31日）は、日本の俳人。本名・直三（なおぞう）。俳号は他に一碧（いっぺき）。

## 経歴
岡山県浅口郡玉島町（現・岡山県倉敷市玉島勇崎）の旧家で製塩業等を営む実業家・中塚銀太の四男に生まれる。
1900年（明治33年）岡山中学（現・岡山県立岡山朝日高校）入学。1906年（明治39年）中学卒業の年に洗礼を受けクリスチャンとなる。翌、1907年（明治40年）早稲田大学商科に入学する。大学時代は飯田蛇笏に兄事し俳句を学ぶ。早稲田吟社にも一時参加。後に早大を中退し帰郷。
帰郷後の一碧楼は守旧的な『国民俳壇』の句風よりも、新傾向俳句運動を展開する河東碧梧桐の『日本俳句』に傾倒。1908年（明治41年）から『日本俳句』に投句を始める。1909年（明治42年）城崎温泉に碧梧桐を尋ね、15日間にわたり俳句を作り続ける。この際、碧梧桐より「半ば自覚せぬ天才の煥発である」と評される。
1910年（明治43年）兵庫県飾磨郡（現・兵庫県姫路市）で素麺問屋を営む濱田家の婿養子となる。碧梧桐の弟子ではあったが、碧梧桐が荻原井泉水らと出版する俳誌『層雲』には参加しなかった。一方で、選考制度ではなく自選を唱えて『自選俳句』を創刊した。翌1911年（明治44年）には再び早稲田大学文科に入学し、『試作』を創刊。一時、碧梧桐から遠ざかった。のち1912年（大正元年）早大を再び中退し帰郷。同年、自らの作品を「俳句ではない」と宣言した。
1915年（大正4年）碧梧桐を主宰として俳誌『海紅』（かいこう）を創刊。『層雲』と並び自由律俳句の中心誌となる。1923年（1923年）に碧梧桐が『海紅』を去ると、一碧楼が主宰者となった。また『朝日俳壇』選者もつとめた。
1940年（昭和15年）、大政翼賛会の発足とともに日本俳句作家協会が設立され、一碧楼は常任理事に就任する。後の日本文学報国会俳句部会にも常任理事として残った。
1946年（昭和21年）大晦日、胃癌のため東京都世田谷区上馬の自宅で死去。59歳没。戒名は一碧楼直心唯文居士。

## 主な句集・選著
- 『はかぐら』（1913年6月・第一作社）
- 『海紅句集』（1918年2月・海紅社)
- 『海紅第二句集』（1920年5月・海紅社)
- 『一碧楼第二句集』（1920年10月・海紅社)
- 『海紅第三句集』（1921年10月・海紅社)
- 『朝』（1924年11月・海紅社)
- 『海紅第四句集』（1924年12月・海紅社)
- 『海紅第五句集』（1928年4月・海紅社)
- 『多摩川』（1928年5月・海紅社)
- 『芝生』（1932年9月・海紅社)
- 『海紅第六句集』（1932年10月・海紅社)
- 『一碧樓一千句』（1936年11月・海紅社)
- 『海紅第七句集「緑野」』（1936年11月・海紅社)
- 『自由律俳句集』（1940年4月・改造社) ※荻原井泉水との共選
- 『一碧楼句抄』（1948年12月・巣枝堂書店)
- 中塚檀・尾崎騾子 選『冬海・一碧楼全句集』（1987年5月・海紅社)
- 中塚唯人・日野百草 編『自由律俳句　中塚一碧楼句集　冬海』（2015年10月・海紅社)